# Суффраган
Суффраган (лат. Suffraganeus [episcopus]) — в Кодексе канонического права 1983 года название епископов епархий, входящих в церковную провинцию, возглавляемую митрополитом в сане архиепископа.

## История
Термин суффраган происходит от латинского suffragium — голос при голосовании, в средневековой латыни — помощь, поддержка. Происхождение названия, вероятно, связано с возникшим уже в ранней Церкви её делением на провинции во главе с митрополитами. При этом все епископы в пределах провинции обладали правом голоса на провинциальном соборе, то есть были суффраганами в своей провинции.
В Средние века термин суффраган мог обозначать любого священнослужителя, являющегося помощником другого: викарного епископа, помощника аббата, приходского викария. Впоследствии в Римско-католической Церкви название суффраган сохранилось только за самостоятельными епископами провинции, выражая при этом их определённую зависимость от митрополита (или архиепископа).

## Настоящее время
В настоящее время особые полномочия митрополита по отношению к епископам-суффраганам составляют право созыва провинциального собора (канон 442 ККП) и обязанность наблюдать за исполнением епископами его провинции своих обязанностей в пределах, установленных общим или партикулярным правом (канон 395 § 4, 415, 421, 425 § 3, 436 ККП). По отношению к епархии самого митрополита этими же обязанностями обладает старший по рукоположению епископ-суффраган.

## В Англиканской церкви
В Англиканской церкви термином суффраган обозначается викарный епископ.